# Wereldkampioenschappen schaatsen junioren 2019
De Wereldkampioenschappen schaatsen junioren 2019 vonden van 15 tot en met 17 februari plaats op de onoverdekte kunstijsbaan Circolo Pattinatori Pinè te Baselga di Pinè, Italië.
Het was de 48e editie van het WK voor junioren en de zesde editie die in Italië plaatsvond, Baselga di Pinè was na 1993 voor de tweede keer gaststad. De andere kampioenschappen vonden plaats op de ijsbanen van Cortina d'Ampezzo (1974), Madonna di Campiglio (1976) en Collalbo (2002, 2013)
Naast de allroundtitels voor jongens (48e) en meisjes (47e) en de wereldtitels in de ploegenachtervolging voor landenteams (18e) waren er voor de elfde keer wereldtitels op de afstanden te verdienen. De jongens streden voor de titel op de 500, 1000, 1500 en 5000 meter en de meisjes voor de titel op de 500, 1000, 1500 en 3000 meter. Verder werden de wereldtitels in de massastart en teamsprint voor de vijfde keer vergeven.

## Programma
| Programma                                                 | Programma                                                     | Programma |
| vrijdag 15 februari                                       | zaterdag 16 februari                                          | zondag 17 februari |
| --------------------------------------------------------- | ------------------------------------------------------------- | --- |
| 500 m meisjes 500 m jongens 1500 m meisjes 1500 m jongens | 1000 m meisjes 1000 m jongens 3000 m meisjes* 5000 m jongens* | Teamsprint meisjes Teamsprint jongens Ploegenachtervolging meisjes Ploegenachtervolging jongens Massastart meisjes Massastart jongens |

* 3000m meisjes en 5000m jongens met kwartetstart 

## Medaillewinnaars
| Onderdeel     | Goud                                                     | Zilver                                                     | Brons                                                                |
| Jongens       | Jongens                                                  | Jongens                                                    | Jongens                                                              |
| ------------- | -------------------------------------------------------- | ---------------------------------------------------------- | -------------------------------------------------------------------- |
| 500 m         | Koki Kubo                                                | Artjom Arefjev                                             | Katsuhiro Karatsubo Janno Botman                                     |
| 1000 m        | Janno Botman                                             | Chung Jae-won                                              | Stepan Tsjistiakov                                                   |
| 1500 m        | Chung Jae-won                                            | Sergej Loginov                                             | Francesco Betti                                                      |
| 5000 m        | Lukas Mann                                               | Hallgeir Engebråten                                        | Daniil Aldosjkin                                                     |
| Allround      | Chung Jae-won                                            | Stepan Tsjistiakov                                         | Francesco Betti                                                      |
| Massastart    | Gabriel Odor                                             | Merijn Scheperkamp                                         | Tsubasa Horikawa                                                     |
| Teamsprint    | Nederland Janno Botman Mika van Essen Merijn Scheperkamp | Zuid-Korea Cho Sang-hyeok Oh Sang-hun Park Seong-hyeon     | Rusland Artjom Arefjev Sergej Loginov Nikolaj Troesov                |
| Achtervolging | Noorwegen Hallgeir Engebråten Tobias Fløiten Isak Høiby  | Rusland Daniil Aldosjkin Sergej Loginov Stepan Tsjistiakov | Nederland Merijn Scheperkamp Yves Vergeer Jordy van Workum           |
| Meisjes       |                                                          |                                                            |                                                                      |
| 500 m         | Femke Beuling                                            | Femke Kok                                                  | Michelle de Jong                                                     |
| 1000 m        | Michelle de Jong                                         | Femke Kok                                                  | Karolina Bosiek                                                      |
| 1500 m        | Femke Kok                                                | Karolina Bosiek                                            | Ragne Wiklund                                                        |
| 3000 m        | Ragne Wiklund                                            | Robin Groot                                                | Karolina Bosiek                                                      |
| Allround      | Femke Kok                                                | Karolina Bosiek                                            | Ragne Wiklund                                                        |
| Massastart    | Laura Peveri                                             | Ma Yuhan                                                   | Robin Groot                                                          |
| Teamsprint    | Nederland Femke Beuling Michelle de Jong Femke Kok       | Rusland Anastasia Korkina Kristina Silaeva Anna Vasjkene   | Noorwegen Ane By Farstad Julia Bianca Nistad Samsonsen Ragne Wiklund |
| Achtervolging | Japan Rin Kosaka Karuna Koyama Lemi Williamson           | Nederland Robin Groot Femke Kok Paulien Verhaar            | Rusland Jelizaveta Agofosjina Anastasia Grigoreva Kristina Silaeva   |

## Nederlandse deelnemers
| Jongens            | Jongens | Jongens | Jongens | Jongens | Jongens | Jongens | Jongens | Jongens |
| Naam               | 0500m   | 1000m   | 1500m   | 5000m   | Allr.   | Mass.   | TSpr.   | PAch.   |
| ------------------ | ------- | ------- | ------- | ------- | ------- | ------- | ------- | ------- |
| Janno Botman       | Brons   | Goud    | 22e     |         |         |         | Goud    |         |
| Mika van Essen     | DNF     | 45e     |         |         |         |         | Goud    |         |
| Merijn Scheperkamp | 7e      | 11e     | 15e     |         |         | Zilver  | Goud    | Brons   |
| Yves Vergeer       | 43e     |         | 21e     | 11e     |         |         |         | Brons   |
| Jordy van Workum   | 41e     | 16e     | 16e     | 5e      | 7e      | 10e     |         | Brons   |
| Meisjes            |         |         |         |         |         |         |         |         |
| Naam               | 0500m   | 1000m   | 1500m   | 3000m   | Allr.   | Mass.   | TSpr.   | PAch.   |
| Femke Beuling      | Goud    | 6e      |         |         |         |         | Goud    |         |
| Robin Groot        | 7e      | 5e      | 4e      | Zilver  | 4e      | Brons   |         | Zilver  |
| Michelle de Jong   | Brons   | Goud    |         |         |         |         | Goud    |         |
| Femke Kok          | Zilver  | Zilver  | Goud    | 8e      | Goud    |         | Goud    | Zilver  |
| Paulien Verhaar    |         |         | 6e      | 5e      |         | 8e      |         | Zilver  |